# Scipione Maffei

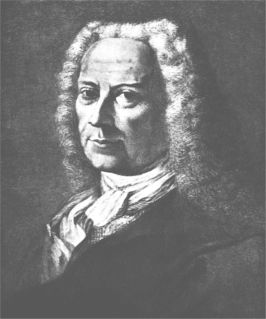
Scipione Maffei

Scipione Maffei, auch Francesco Scipione Maffei (* 1. Juni 1675 in Verona; † 11. Februar 1755 ebenda) war ein italienischer Dichter und Gelehrter des Barockzeitalters.

## Leben
Maffei stammte aus einer angesehenen Bologneser Familie, den marchesi Maffei. Er studierte in Parma und (seit 1698) Rom, wo er sich der Accademia dell’Arcadia anschloss. Anschließend etablierte er in seiner Heimatstadt Verona ebenfalls eine „arkadische Akademie“.
Seit 1703 diente er freiwillig auf bayrischer Seite im spanischen Erbfolgekrieg und nahm 1704 an der Schlacht am Schellenberg teil. Sein Bruder Alessandro Maffei diente als General in der bayrischen Armee.
1709 ging er nach Padua, wo er gemeinsam mit Apostolo Zeno und Antonio Vallisneri (1661–1730) an der Edition des Giornale de’ Letterati d’Italia arbeitete. Anschließend verlegte er sich auf die Dichtkunst und schuf mit seiner Tragödie Merope 1714 ein vielgespieltes Meisterwerk, das einen Wiederaufschwung des italienischen Dramas im achtzehnten Jahrhundert begründete. 1790 erschien in Venedig eine Gesamtausgabe seiner Werke in achtundzwanzig Bänden.

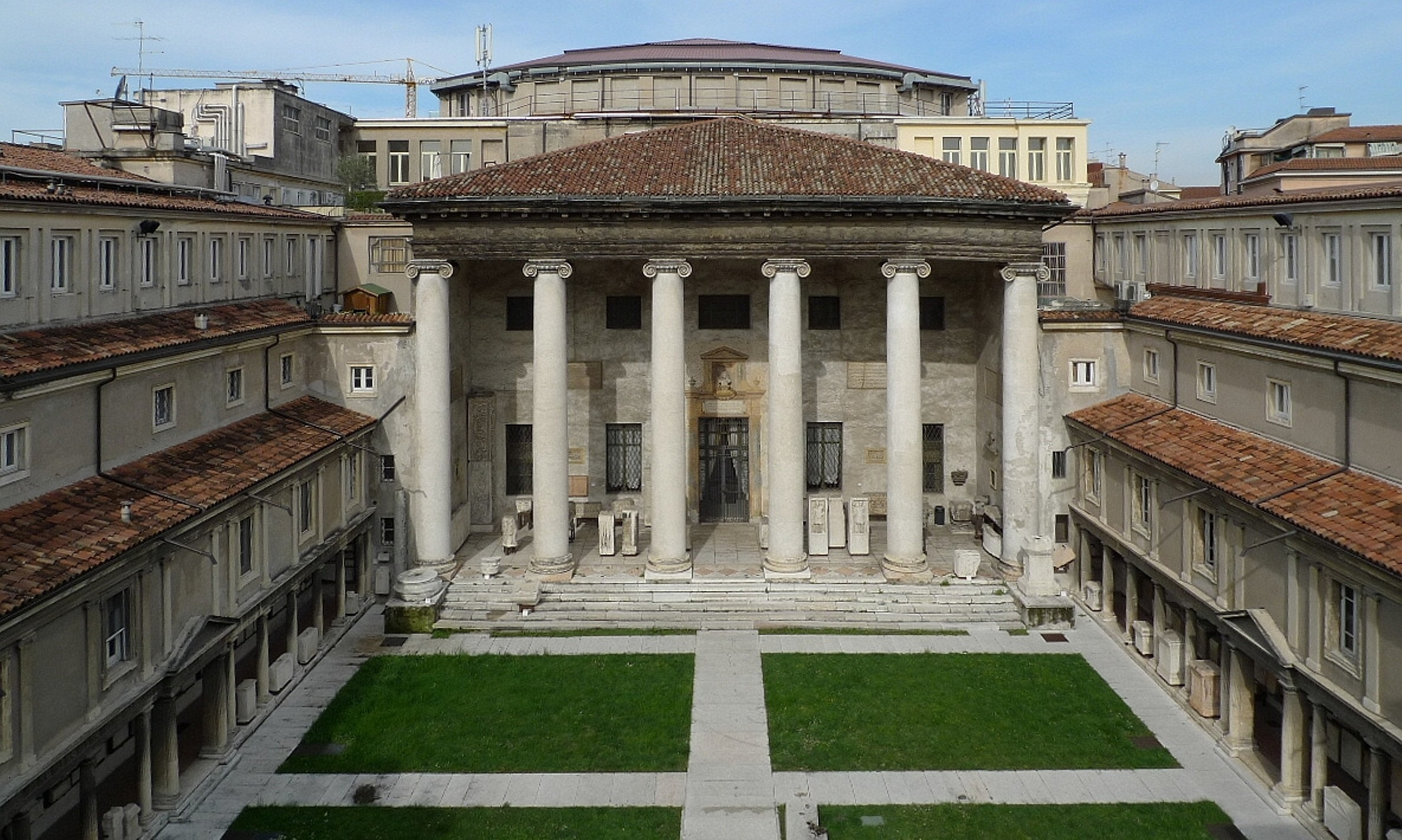
Museo Lapidario Maffeiano in Verona

Seit einem Aufenthalt in Turin 1710 betätigte Maffei sich als Kunstsammler und betrieb archäologische Studien zu seiner Heimatstadt. 1716 entstand das Projekt für ein Museo Lapidario, das heutige Museo Lapidario Maffeiano. Zwischen 1718 und 1727 wurde eine erste Version einer Ausstellung von Maffeis Sammlung griechischer, etruskischer, römischer und frühvenetianischer Inschriften, Reliefs, Urnen, Sarkophage und Skulpturen vorbereitet. Eine erste Ausstellung wurde in den folgenden Jahren überarbeitet und 1745 zum Abschluss gebracht.
Von 1732 bis 1736 bereiste Scipione Maffei Frankreich, England, die Niederlande und Deutschland. In Paris wurde in die Académie des Inscriptions et Belles-Lettres aufgenommen, 1736 erhielt er die Ehrendoktorwürde an der Universität Oxford. Außerdem gehörte er zu den ersten Mitgliedern der Accademia degli Agiati in Rovereto. 1748 wurde er zum auswärtigen Mitglied der Königlich Preußischen Sozietät der Wissenschaften gewählt. Musikgeschichtliche Bedeutung erlangte er mit einem Traktat über die ersten Hammerklaviere von Bartolomeo Cristofori. Er war befreundet mit dem Schriftsteller Francesco Algarotti.

## Fortleben
- Das Liceo Maffei in Verona ist nach ihm benannt.

## Werke
- Genetliaco per la nascita del prencipe di Piemonte del sig. marchese Scipione Maffei veronese detto fra gl'Arcadi Orilto Brenteatico con le annotationi sopra l'istesso del sig. abbate Lodovico Gualterio nomato fra gl'Arcadi Andrio Cilleneo. ... All'enimentiss. ... cardinal Francesco Barberini. Ercole, Rom 1699. (Digitalisat)
- Conclusioni di amore. Verona 1702.[3]
- La prima radunanza della colonia arcadica Veronese. Cervia, 1705.
- La scienza cavalleresca. Rom 1710 (Traktat gegen das adlige Duellwesen).
- De fabula equestris ordinis Constantiniani epistola. Gratz, Zürich 1712. (Digitalisat) Paris 1714.
- Merope. Tragödie. Venedig 1713. (Digitalisat der Ausg. Stößelin, Dresden 1716)
- Dell’ antica condizione di Verona. Coleti, Venedig 1719. (Digitalisat)
- Istoria diplomatica che serve d'introduzione all'arte critica in tal materia. Con raccolta de' Documenti non ancor divulgati, che rimangono in Papiro Egizio. Tumermani, Mantua 1727. (Digitalisat)
- Teatro del sig. Marchese Scipione Maffei cioè la tragedia la comedia e il drama non più stampato aggiunta la spiegazione d'alcune antichità pertinenti al Teatro. Tumermani, Verona 1730. (Digitalisat)
- Verona illustrata. 2 Bde. Verona 1732.
- Galliae antiquitates quaedam selectae atque in plures epistolas distributae. Osmont, Paris 1733. ([Galliae antiquitates quaedam selectae atque in plures epistolas distributae Digitalisat])(Französische Inschriftenkunde, König Ludwig  XV. gewidmet).
- Galliae antiquitates quaedam selectae atque in plures epistolas distributae, ad Parisinum exemplar iterum editae. Accedunt epistolae duae Altera Sorbonicorum Doctorum ad Auctorem hujus operis, Altera March. Joannis Polenii de Olympico Theatro. Vallars, Verona 1734. (Digitalisat)
- Graecorum siglae lapidariae collectae atque explicatae. Verona 1746. (Digitalisat)
- Della formazione de'fulmini trattato. Tumermani, Verona 1747. (Digitalisat)
- Il Raguet. Comedia. Tumermani, Verona 1787. (Digitalisat)
- Museum veronense hoc est Antiquarum inscriptionum atque anaglyphorum collectio cui taurinensis adjungitur et vindobonensis. Accedunt monumenta id genus plurima nondum vulgata, et ubicumque collecta. Seminar, Verona 1749. (Digitalisat)
- Supplemento al Tesoro delle Inscrizioni di Muratori. Lucca 1765.
- Artis criticae lapidariae quae extant. Venturini, Lucca 1765. (Digitalisat)